# Forces armées maliennes
 (janvier 2013).
Si vous disposez d'ouvrages ou d'articles de référence ou si vous connaissez des sites web de qualité traitant du thème abordé ici, merci de compléter l'article en donnant les références utiles à sa vérifiabilité et en les liant à la section « Notes et références ».
Les Forces armées maliennes (FAMa) sont responsables de la défense de l'intégrité territoriale et de la souveraineté du Mali.

## Histoire
Fondées le 1er octobre 1960 après l'indépendance du pays vis-à-vis de la France, elles comprennent plus de 13 000 hommes. Elles se composent d'une armée de terre, une armée de l'air, une garde nationale ainsi que d'une Gendarmerie.

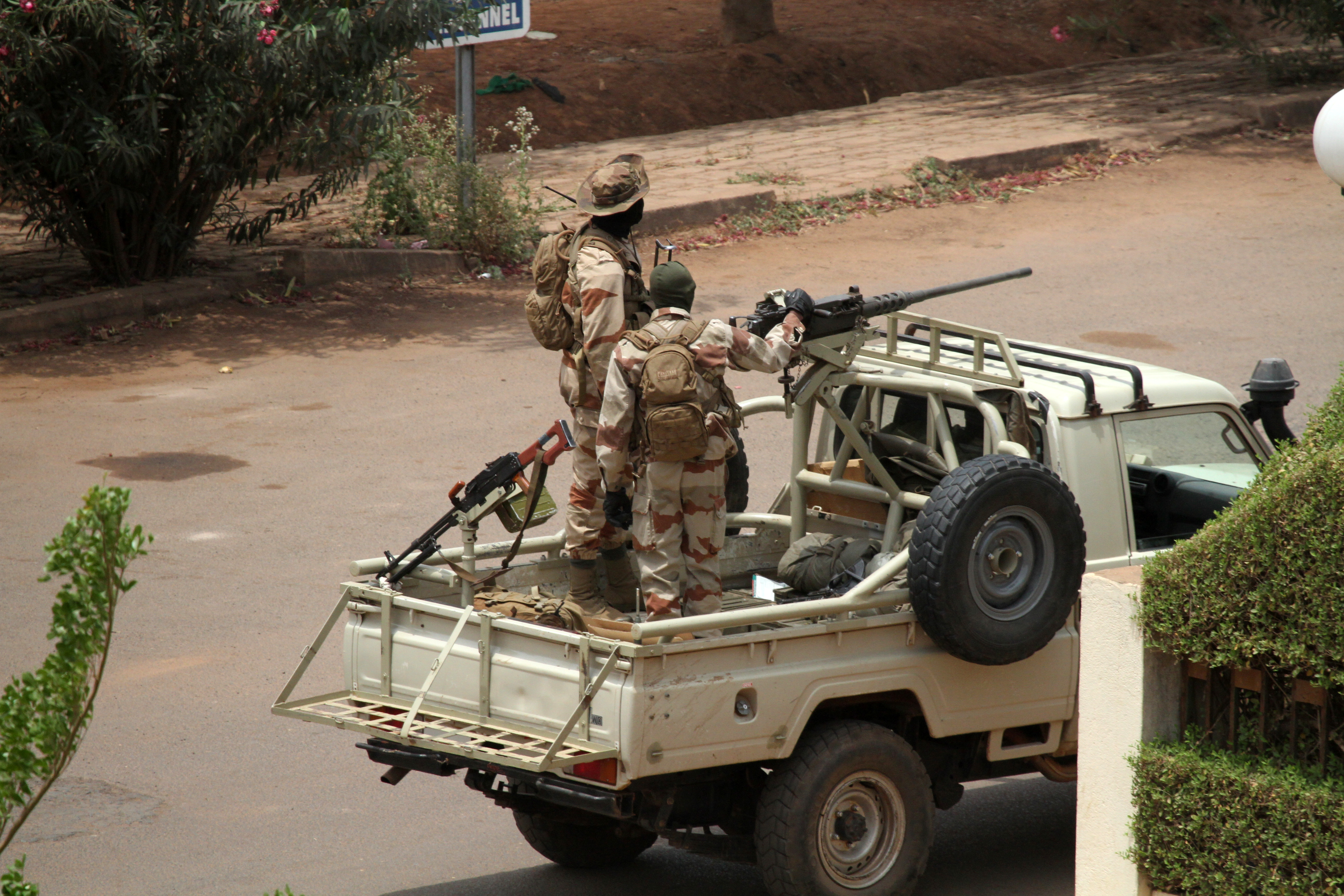
Militaires maliens à Bamako en octobre 2012. Leur Technical 4x4 est armée de 2 mitrailleuses : une M2 12,7 mm à l'avant et une PKM 7,62 mm à l'arrière.

Les forces armées maliennes ont participé à des missions de maintien de la paix en république démocratique du Congo (ONUC en 1960-1964 et MONUC depuis 1999), au Liberia en 1990, en Sierra Leone en 1997 et Centrafrique en 2000.
La guerre de la Bande d'Agacher, également connue sous le terme de guerre de Noël, est un conflit de frontière entre le Mali et le Burkina Faso en 1985 autour de la bande d’Agacher, une bande de terre semi-désertique de 160 kilomètres de long et de 30 kilomètres de large se trouvant entre le nord du Burkina Faso et l'est du Mali, et réputée receler du gaz naturel et des ressources minières. Commandant Thomas Sankare : 4 600 hommes, pertes 141 morts et 257 blessés côté Burkina Faso. Commandant Moussa Traoré: 7 600 hommes, pertes 38 morts et 17 blessés côté Mali.
Durant les années 2000 et au début des années 2010, des militaires maliens sont entraînés par des instructeurs américains dans le cadre de l'opération Enduring Freedom - Trans Sahara. L'armée malienne a souffert de l'intégration des rebelles touarègues dans l'armée régulière à la suite d'un accord conclu en 1992 entre le gouvernement et les groupes rebelles.
Entre janvier et avril 2012, l'armée malienne subit une série de revers aboutissant à la partition de facto du pays.
En décembre 2012, l'Union européenne décide d'apporter son aide à l'armée malienne à travers la mission de formation de l'Union européenne au Mali.
Le 11 janvier 2013, la France déclenche l'opération Serval en riposte à une offensive vers le Sud de djihadistes venus du Nord du Mali, que l'armée malienne n'a pas réussi à contrer. L'intervention militaire au Mali est une opération militaire multinationale qui se déroule depuis le 11 janvier 2013, dont l'objectif est la mise en œuvre de la résolution 2085 du Conseil de sécurité des Nations unies.
Début février 2013, les effectifs sont estimés par le ministre des affaires étrangères malien Tiéman Hubert Coulibaly à moins  de 3 000 militaires opérationnels sur un effectif théorique de 14 000 hommes.
La mission de formation est lancée le 18 février 2013 et présentée à Bamako le 20 février. Plus de 500 militaires, dont 200 formateurs européens arrivent au Mali pour donner des cours aux militaires maliens à partir du 2 avril 2013. Quatre bataillons de 700 hommes doivent être formés chaque année. La mission de formation est basée à l'école militaire interarmes à Koulikoro.
Plusieurs militaires maliens et officiers des autres corps de défense sont formés par la Turquie, conformément à un accord de coopération qui lie les deux pays. En 2016, la Turquie avait d’ailleurs décidé d’étendre son programme de formation en Afrique.

## Commandement et administration centrale
Le commandant en chef des armées est le président de la République (Assimi Goita), assisté du ministre de la Défense, le chef d'état-major est le général Oumar Diarra.
L'administration centrale du ministère de la défense se compose de :
- l’État-major général des Armées (EMGA)
- l’État-major de l'Armée de terre (EMAT)
- l’État-major de l'Armée de l'air (EMAA)
- l’État-major de la Garde nationale du Mali (GNM)
- la direction générale de la Gendarmerie nationale (DGGN).

## Armée de terre

### Infrastructures
Le 30 octobre 2019, la MINUSMA dans le cadre de la poursuite de sa mission de soutien au Mali a remis officiellement deux infrastructures rénovées aux Forces armées maliennes. Les travaux de rénovation ont concerné un bâtiment, des sanitaires au camp Hamadoun Bocary Barry et de 2 salles d’hospitalisation, d’un bureau et de sanitaires à la base aérienne 102 pour un coût total de 47 524 520 F CFA.

### Équipements

Militaires maliens armés de fusils de conception soviétique SKS en 2008.

Dans les années 1990, les armes, blindés et véhicules de l'armée malienne étaient d'origine française (abandonnés puis offerts par l'Armée française) ou russe (livrées à partir des années 1960). La loi d’orientation et de programmation militaire a permis à l’armée de se doter de nouveaux équipements motorisés, aériens et même d’habillements et autres. Cette loi a permis un investissement de 1230, 563 milliards de F CFA sur la période 2015-2019. Cette somme devait également permettre le recrutement et la mise à niveau du personnel militaire. Durant la même période, de nombreux équipements ont été offerts par la France, le Qatar, les Émirats arabes unis, l'Union européenne et l'Allemagne. L'inventaire des équipements des Forces armées maliennes est difficile et provient de plusieurs sources. Ainsi sont en service les modèles suivants :
Armements
- Pistolet Walther PP
- Pistolet-mitrailleur MAT 49
- Fusil d'assaut
  - AKM
  - AK-47
  - Zastava M70, dons de 4000 unités par la Croatie en 2013
  - Zastava M77 B1 (en)
- Fusil-mitrailleur
  - RPK
  - MAC 24/29
- Mitrailleuse
  - PK et PKM
  - SG-43 (Type 53) et SGM (Type 57) (licence chinoise)
  - AAT-52
- Mitrailleuse lourde
  - DShK (14,5 mm)
  - M2HB (12,7 mm)
  - Canon anti-aérien ZPU (en) de 14,5 mm (dérivé de la KPV) : ZPU 1 et type-75 (licence chinoise) à un tube, ZPU 2 à deux tubes, quelques pièces[9], notamment montées sur véhicule
- Fusil semi-automatique
  - SKS et Type 56 (variante chinoise sous licence)
  - MAS 49-56
- Fusil MAS 36
- Lance-roquettes
  - RPG-7
  - LRAC F1, 10 livrés en 2018 par la France avec munitions[10]

Artillerie
- Canon sans recul SPG-9 de 73 mm, dont 15 livrés en 2012 par la Bulgarie[11], notamment montés sur KM 450 4x4
- Mortier de 60 mm de fabrication chinoise type 63-1[9], dérivé du mortier M2 (en)
- Mortier 82-PM-41 de 82 mm
- Mortier 120-PM-43 (en) de 120 mm, 30? livrés en 1967 par l'Union soviétique (incertain), probablement de seconde main[12]
- Obusier D-30 de 122 mm, 8 livrés en 1984 par l'Union soviétique, probablement de seconde main[12]
- Canon de campagne M1944 de 100 mm (BS-3), 6 livrés en 1981 par l'Union soviétique, seconde main[12]
- Canon antichar de 85 mm D-44 (en), 8 unités[13]
- Camion lance-roquettes multiple BM-21 Grad (122 mm), 2 livrés en 1982 par l'Union soviétique, probablement de seconde main, et 30 unités modernisées livrés en 2013 par la Bulgarie, seconde-main[12]
- Lance-roquette multiple Type 63 (107 mm), tractés/montés sur des 4×4, nombre inconnu en 2013[9]
- ZSU-23-4 Shilka, 3 ou 4 véhicules recensés en 2013, intégrés au régiment d'artillerie[9]

Véhicules
- Véhicule tout-terrain 4x4 (dont 142 acquis en 2012), équipés de mitrailleuses SGM de 7,62 mm, un certain nombre équipé de mitrailleuse lourde DShK de 12,7 mm ou ZPU de 14,5 mm[11]
  - Toyota Hilux
  - Land Cruiser série 7
  - Masstech Recamp (sur base Toyota Land Cruiser), donnés entre 2017 et 2019 par la France via le G5 Sahel[10]
  - ACMAT ALTV (en) Pick-up 4x4, 36 unités livrées par la France
- Véhicules Kia Motors assemblés au Mali par la société Wad Motor, une société de droit malien, en joinventure avec son partenaire sud coréen Wadyoungsan[14]. L'usine située à Banankoroni sur la route de Bougouni, est fonctionnelle depuis 2011. Elle produit plusieurs modèles[15] comme les Kia KM 50, KM 420, KM 500, des ambulances, etc.[16]
  - Véhicule utilitaire militaire léger KM 420 (en) 4x4, 1/4 tonne
  - Camion militaire léger KM 450 4x4, 1 1/4 tonne[17]
    - KM 450 Caro Truck, transport (éventuellement avec mitrailleuse 12,7 mm ou 14,5 mm), dérivé de la Kaiser Jeep M715 (en), le plus commun de ces véhicules au sein des FAMA
    - KM 451 Ambulance

  - Camion KM 500 6x6,, dérivé du camion M809?
  - Camion KM 50 6x6, dérivé du M35 series 2½-ton 6x6 cargo truck (en)?
- Camions SNVI M 120 4x4, livrés par l'Algérie
- Camions Sinotruk Howo Cargo Truck 4x4 : transport, tracteur d'artillerie, citerne (au moins 10)
- Camions Sinotruk Howo 6x4 : transport, citerne, dépanneuse
- Véhicule articulé avec tracteur Sinotruk Howo ? Tractor Truck 6x4 et Howo A7 Tractor Truck 6x4 : transport de blindé et d'engins de chantier, transport, citerne (au moins 6)
- Camions ACMAT VLRA 4x4, certains montés d’un canon de 23 mm, livrés par la France
- Camions Renault Kerax, pour la logistique (dont citerne, dépannage), livrés par la France
- Camions Mercedes-Benz, 25 unités (dont au moins 14 Unimog données en 2018 par l'Allemagne[18]
- Camions MAN 4x4
- Camion benne Iveco (génie)
- Motos, dont 60 donnés en décembre 2019 par Barkhane[19]
- Véhicule de transport de troupes Fahd, 5 livrés en 1990 par l'Égypte[12]
- MRAP RG-31 Nyala, 5? livrés en 2002, 3? livrés en 2014 et 5 livrés en 2017 par l'Afrique du Sud[12]
- Véhicule blindé Kia KLTV (en), 6? livrés en 2017 par la Corée du Sud pour les forces spéciales antiterroristes
- Véhicule blindé TIGR (produit sous licence en Chine), 3 livrés en 2017 par la Chine[12]
- Véhicule de transport de troupes ACMAT Bastion, 14 livrés en 2014 par la France[10], possiblement commandés par les États-Unis[20], 13 autres (8 transport de troupes, 2 lutte anti IED, 2 sanitaires et 1 poste de commandement) livrés par l’Union européenne en janvier 2020 dans le cadre du G5 Sahel[21]
- Véhicule de transport de troupes Storm Light APC (produits par le constructeur qatari Sark Motors, conçus à partir d’un châssis de Toyota Land Cruiser 79), 24 unités données en 2019 par le Qatar[22]
- MRAP Casspir, 29 unités données en 2019 par l'Allemagne[18]
- MRAP Typhon (en) (construit par l’émirati Streit Group), 100 véhicules commandées, les 35 premiers livrés ont été livrés en janvier 2020 par les Émirats Arabes Unis[23]
- Infantry mobility vehicle (en) Cougar, 30 unités données en janvier 2020 par les Émirats arabes unis[24]
- Véhicule de reconnaissance blindé BRDM-2, 20 livrés en 1975 par l'Union soviétique, probablement donnés et de seconde main, et 44 livrés entre 2007 et 2009 par la Bulgarie, seconde main[12]. 16 BRDM-2 ont été remis en état à partir de 2012[11], 20 unités répertoriées dans les années 1990[13].
- Véhicule de transport de troupes BTR-60PB, 10 livrés en 1982 par l'Union soviétique, probablement donnés et de seconde main[12], 34 unités modernisées livrées en 2007 et 2008 par la Bulgarie[12], parmi ces derniers 19 blindés n'ont pu être réceptionnés qu'en 2012[11]. 10 unités répertoriées dans les années 1990[13].
- Char de combat principal T-54E/55, 12 T-54B, en 2013 leur capacité opérationnelle était réduite (postes de radio usés, voire en panne)[9]
- Char léger amphibie PT-76, nombre inconnu[25]

Autres
- 1 radar tactique alerteur anti-roquette et anti-mortier livré par la France en 2016[10]
- 1 module 150 Afrique, 8 combinaisons CIED, 100 JVN livrés en 2018 par la France
- GPS, télémètre laser et jumelles livrés en 2018 par la France

La disponibilité des chars est très faible. En 2012, les principaux moyens utilisés sont des véhicules utilitaires tout terrain 4x4 - en majorité des Toyota Hilux et Land Cruiser série 7 - dont 142 commandés en Algérie en 2012. Plusieurs de ces derniers, transformés en pick-up armés, sont équipés de mitrailleuses de DShK de calibre 12,7 × 108 mm ou KPV de calibre 14,5 × 114 mm au lieu des SMB de calibre 7,62 × 54 mm R précédemment utilisés.

#### Anciens équipements
- blindés BTR-40, 15? livrés en 1961 par l'Union soviétique, probablement de seconde main[12], 30 unités répertoriées dans les années 1990[13].
- char T-34-85, 10 livrés en 1963 et 20 autres en 1981 par l'Union soviétique, seconde main[12]
- Véhicule de transport de troupes M-3/M-5 Half-track, 24 livrés en 1966 par la France (incertain), seconde main[12], 21 unités répertoriées dans les années 1990[13].
- blindé BTR-152, 10 livrés en 1975 par l'Union soviétique, seconde main[12], plus en service[9], 10 unités répertoriées dans les années 1990[13].
- Char léger Type 62, 18 possiblement livrés par la Chine en 1981, seconde main possible[12], ne semble plus être en service en 2013[9], 18 unités répertoriées dans les années 1990[13].
- canon anti-aérien M-1939 (37 mm)
- canon anti-aérien AZP S-60 (57 mm)
- missile air-sol S-125M/SA-3B, 3? livrés en 1981 par l'Union soviétique, avec 100 missiles V-60/SA-3B[12]
  - radar de conduite de tir SON-9, 1? livrés en 1981 par l'Union soviétique, probablement de seconde main[12]
- P-10 (en), 3? livrés en 1983 par l'Union soviétique, probablement de seconde main[12]

## Garde nationale
La Garde nationale du Mali est une des composantes des Forces armées maliennes. Placée sous l’autorité du ministère de la défense, elle est mise à disposition du ministre chargé de la sécurité.

## Gendarmerie
La Gendarmerie malienne comprenait, en 2010, 4 646 gendarmes, sous-officiers et officiers.

## Bases militaires
- Camp militaire Soundiata-Keïta à Kati
- Camp Fort Cheick Sidi Bekaye à Tombouctou
- Camp Firhoun Ag Alinçar à Gao

- Camp I à Kidal

- Camp militaire de Banimonotié

## Écoles militaires

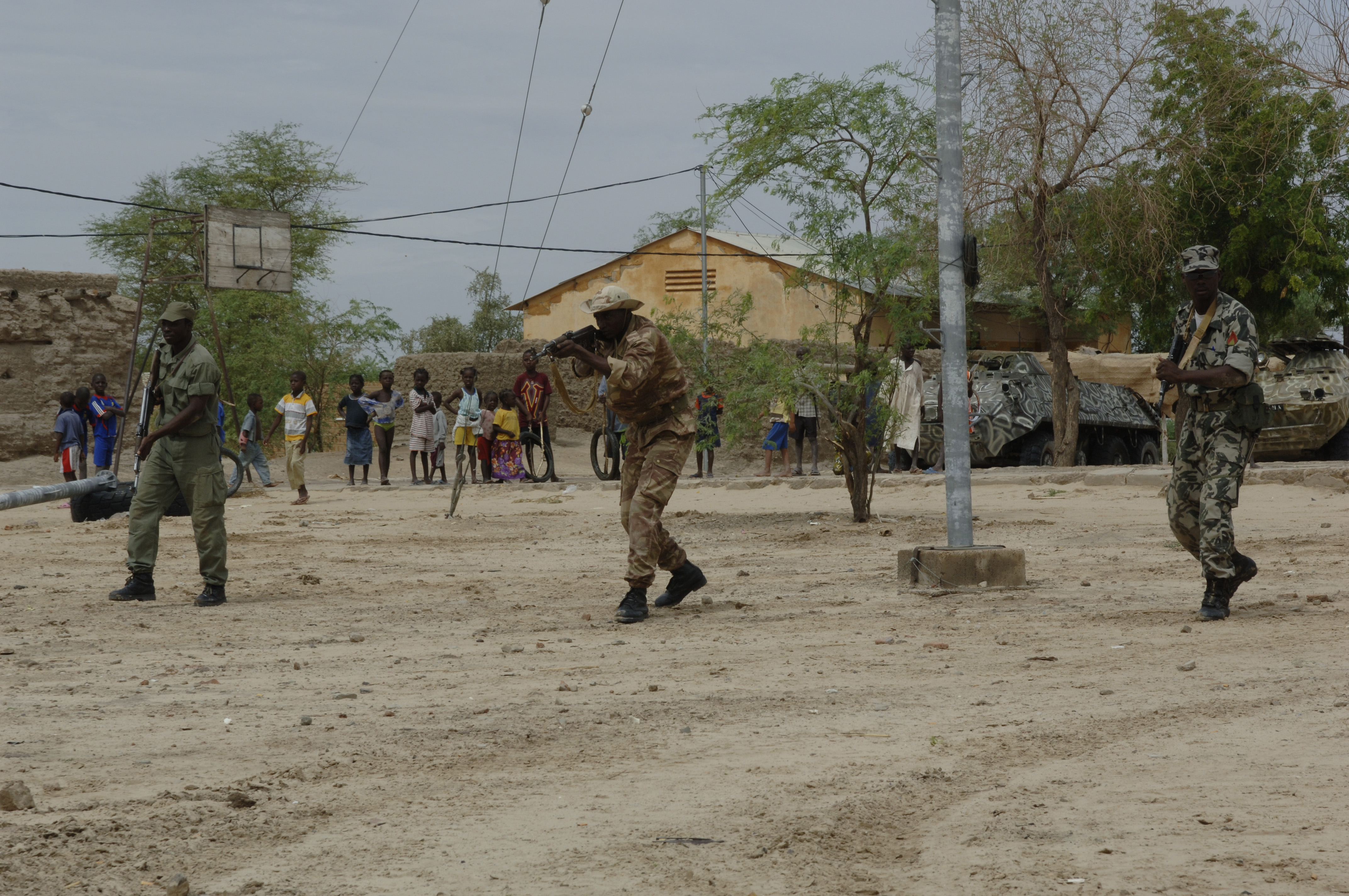
Soldats maliens durant un entraînement, à Tombouctou.

Plusieurs écoles relèvent des forces armées maliennes[réf. nécessaire] :
- Centre d’instruction, formation commune de base
  - Markala
  - Bapho
  - Tiby
  - Koutiala
  - Yanfolila
- l'École de maintien de la paix Alioune Blondin Beye à Bamako,
- l'École militaire interarmes à Koulikoro,
- le Prytanée militaire de Kati (PMK),
- l'École militaire d'administration (EMA) à Koulikoro,
- l'École des sous-officiers de Banankoro,
- l'école des sous officiers de la gendarmerie à Faladié,
- l'école des officiers de la gendarmerie (EOGN).

## Milices et paramilitaires
Le Groupe autodéfense touareg Imghad et alliés (GATIA) a été créé en 2014 et est composé de combattants touaregs loyal au Mali et opposé aux indépendantistes et aux  djihadistes. En 2020, le GATIA forment avec les ex-rebelles de la CMA  le cadre stratégique permanent (CSP).

## Musée des Armées
Par une ordonnance du 9 mars 2005, le musée des Armées a été créé avec pour mission d'assurer la collecte, la conservation ainsi que la présentation au public du patrimoine historique et contemporain des armées maliennes. Situé sur la base aérienne 100 à Bamako, il est accessible par l'avenue Kwame Nkrumah.